# Cal Sec (Guixers)
Cal Sec és una masia situada al nord-est del municipi de Guixers, a la comarca catalana del Solsonès, pràcticament a tocar dels peus de la Serra d'Ensija, concretament de la Roca Gran de Ferrús.